# Ludwig Karl Georg Pfeiffer
Ludwig Karl Georg Pfeiffer (4 de julio de 1805, Cassel - 2 de octubre de 1877, ibid.) fue un médico, botánico, briólogo y malacólogo alemán.
Estudia Medicina en Gotinga y en Marburgo de 1821 a 1825 antes de ejercer en Cassel en 1826.
En 1831, se engancha como médico en el Ejército polaco en Lazienki y en Povonsk, y luego en el Hospital Alexandre de Varsovia.
El 28 de agosto de 1838 se embarca en Hamburgo con Johannes Gundlach (1810-1886) y Carl Friedrich Eduard Otto (1812-1885), para entre 1838 a 1839, realizar un viaje a Cuba durante el cual, como ha hecho durante otras expediciones por Europa, constituyen una muy rica colección de historia natural. Él se interesó particularmente en cactáceas y en moluscos. Pfeiffer traduce al alemán las obras de Philippe Pinel (1745-1826).

## Algunas publicaciones
- Enumeratio Diagnostica Cactearum hucusque Cognitarum. Berlín 1837, online
- Beschreibung und Synonymik der in deutschen Gärten lebend vorkommenden Cacteen : nebst einer Uebersicht der grösseren Sammlungen und einem Anhange über die Kultur der Cactuspflanzen. Berlín. 1837
- Kritisches Register zu Martini und Chemnitz's Systematischem Konchylien-Kabinet. Kassel 1840
- Symbolae ad historiam Heliceorum. T. Fischeri, Cassel, 1841-1846
- Die Gattungen Daudebardia, Simpulopsis, Vitrina und Succinea. Bauer et Raspe, Núremberg, 1846
- Die gedeckelten Lungenschnecken (helicinacea et cyclostomacea) in Abbildungen nach der Natur. Dos vols. Bauer et Raspe, Núremberg, 1846
- Die Schnirkelschnecken (Gattung Helix) en Abbildungen nach der Natur, mit Beschreibungen. Dos partes en un volumen, Bauer et Raspe, Núremberg, 1846 — los tres últimos vols. formaron parte de Neues systematisches Conchylien-Cabinet de Friedrich Wilhelm Martini (1729-1778) y de Johann Hieronymus Chemnitz (1730-1800)
- Flora von Niederhessen und Münden. Beschreibung aller im Gebiete wildwachsenden und im grossen angebauten Pflanzen. T. Fischer, Cassel, 1847
- Monographia heliceorum viventium, sistens descriptiones... omnium hujus familiae generum et specierum.... Ocho vols., F.A. Brockhaus, Leipzig, 1848 à 1877
- Novitates conchologicae. Series I-V. Mollusca extramarina. Cinco vols., T. Fischer, Cassel, de 1854 a 1879
- Catalogue of phanero-pneumona or terrestrial operculated mollusca in the collection of the British Museum. Woodfall & Kinder, Londres, 1855
- Monographia auriculaceorum viventium... Accedente proserpinaceorum necnon generis Truncatellae historia. T. Fischer, Cassel, 1856
- Catalogue of Auriculidae. Proserpinidae & Truncatellidae en la colección del British Museum. Taylor & Francis, 1857
- Die Familie der Venusmuscheln, Veneracea, nebst einen Anhange enthaltend die Chemnitz'schen Lucinen, Galaten und Corbis. Bauer et Raspe, Núremberg, 1869 — ed. con la serie Systematisches Conchylien-Cabinet von Martini und Chemnitz
- Synonymia botanica locupletissima generum, sectionum vel subgenerum ad finem anni 1858 promulgatorum. Dos vols. T. Fischer, Cassel, 1870-1874
- Nomenclator botanicus. Nominum ad finem anni 1858 publici juris factorum, classes, ordines, tribus, familias, divisiones, genera, subgenera vel sectiones designantium enumeratio alphabetica. Adjectis auctoribus, temporibus, locis systematicis apud varios, notis literariis atque etymologicis et synonymis. Dos tomos en cuatro vols., T. Fischer, Cassel, 1873-1874
- Nomenclator heliceorum viventium quo continentur nomina omnium hujus familiae generum et specierum hodie cognitarum disposita ex affinitate naturali. Edición póstuma, T. Fischer, Cassel, 1881
- Als Kasseler Arzt im Polnischen Freiheitskampf 1831: ein Tagebuch. Hofgeismar 2000

## Honores

### Epónimos
Vegetales
Géneros
- (Cactaceae) Pfeiffera Salm-Dyck[1]

- (Cunoniaceae) Pfeifferago Kuntze[2]

Especies
- (Cactaceae) Ferocactus pfeifferi (Zucc. & sine ref.) Backeb.[3]

- (Cactaceae) Echinofossulocactus pfeifferii Lawr.[4]

Y numerosas especies de conchascomo Cymatium pfeifferianum, Reticutriton pfeifferianus (Reeve, 1844)

## Fuente
- Amédée Dechambre. 1887. Dictionario enciclopédico de las Ciencias Médicas. G. Masson. París
- Traducción de los Arts. en lengua inglesa, alemana, y francesa de Wikipedia

- La abreviatura «Pfeiff.» se emplea para indicar a Ludwig Karl Georg Pfeiffer como autoridad en la descripción y clasificación científica de los vegetales.[5]